# Robert de Lénoncourt
Robert de Lénoncourt (1485 - 4 de fevereiro de 1561) foi um cardeal francês, arcebispo emérito de Embrun.

## Biografia
Filho de Thierry, signeur de Lénoncourt, barão de Vignory, e de Jeanne Ville-sur-Illon, de uma família nobre e militar. Tio do cardeal Filipe de Lénoncourt (1586). Obteve sua licenciatura em utroque iure, tanto em direito canônico como direito civil.

## Vida religiosa
Eleito bispo de Châlons-sur Marne em 10 de maio de 1535. Embaixador do rei Francisco I da França ante o Sacro Imperador Carlos V para a questão do ducado de Gheldry.
Criado cardeal-presbítero no consistório de 20 de dezembro de 1538, recebeu o barrete cardinalício em 19 de março de 1540 e o título de Santa Anastácia em 7 de outubro de 1540.
Passa para o título de Santo Apolinário em 10 de outubro de 1547. Renunciou ao governo da diocese em favor de seu sobrinho Filipe de Lénoncourt em 30 de maio de 1550, permanecendo como administrador apostólico até o seu sobrinho ser consagrado. Administrador da Diocese de Métis, entre 22 de abril de 1551 e 16 de dezembro de 1555.
Passa para o título de Santa Cecília em 11 de dezembro de 1555. Transferido para a sé de Embrun em 23 de março de 1556, renunciou ao governo da Sé em 7 de fevereiro de 1560. Administrador da Sé de Auxerre, entre 4 de outubro de 1556 e 7 de fevereiro de 1560. Passa a ser o administrador da Sé de Arles, de 7 de fevereiro de 1560 até sua morte. Passa para a ordem de cardeais-bispos e assume a sé suburbicária de Sabina em 13 de março de 1560. Torna-se administrador da Sé de Toulouse, em 1560.
Faleceu em 4 de fevereiro de 1561, em Charité-sur-Loire e a notícia de sua morte chegou a Roma em 11 de fevereiro de 1561. Enterrado no priorado de Charité-sur-Loire, os huguenotes que ocuparam cidade no ano seguinte dispersaram os seus restos mortais em 1569.

## Conclaves
- Conclave de 1549-1550 – participou da eleição do Papa Júlio II
- Conclave de abril de 1555 - participou da eleição do Papa Marcelo II
- Conclave de maio de 1555 – participou da eleição do Papa Paulo IV
- Conclave de 1559 – participou da eleição do Papa Pio IV